# Dhiravida Thelugar Munnetra Kazhagam
Dhiravida Thelugar Munnetra Kazhagam (Dravidiska Telugiska Progressiva Federationen) var ett politiskt parti i Tamil Nadu i Indien. DTMK existerade kring 2001-2002. Partiets generalsekreterare var Dr. C.M.K. Reddy och dess president G. Kamatchi.
DTMK arbetade för den telugutalande minoritetens intressen i delstaten. Partiet krävde kvotering för telugutalande i offentlig förvantlig och möjligheter till teluguspråkig skolundervisning.
Den 27 oktober 2002 gick Dhiravida Thelugar Munnetra Kazhagam samman med BJP.